# Kereskényi László
Alsó- és felső-kereskényi Kereskényi László (Nemeslubella, 1680 körül – 1738.) a Rákóczi-szabadságharc kuruc ezredese.

## Családja
1680 körül született Nemeslubellán, előkelő felvidéki, katolikus nemesi családban. A család Nyitra vármegye egyik ősi családja, amely már a 13. században szerepelt. Apja, Kereskényi György Liptó vármegyei főszolgabíró, anyja ivachnófalvi Rády Zsófia volt (a Wesselényi-összeesküvésben részt vett Rády Mátyás liptói alispán lánya). Anna nevű nővére benedekfalvi Luby György kuruc ezredes felesége volt. Nagyapja, Kereskényi András liptói alispán Liptó megyébe költözött felesége, kubinyi és deménfalvi Kubinyi Anna révén szerzett birtokaira. Kereskényi László 1706. április 8-án Nagyszombatban vette feleségül a vagyonos nemesi családból származó Pontel Máriát (1690–1763), Pontel Mihály nagyszombati főbíró és Scipiades Katalin leányát. Kereskényi halála után a felesége hozzáment revisnyei Reviczky Gáspárhoz.

## Szerepe aRákóczi-szabadságharcalatt
Nem lehet pontosan megállapítani, hogy mikor állt be a kurucok közé. Az első pontos adat szerint 1704 januárjában kuruc kapitány, Ocskay László tisztjei közül vezénylik Erdélybe. Ekkor az erdélyi Csík- és Háromszékbe tör be kuruc csapatok élén. A feketehalmi csatában, április 13-án azonban vereséget szenved a Graven ezredes vezette, fölényben lévő császáriaktól. 1704 végén már újra Ocskay huszárezredében főtiszt. A Moson környéki hadműveletekben a kuruc előhadat vezeti és a rajkai hídfőt védelmezi. Kiemelkedő haditette volt, amikor egy ezrednyi katonájával  órákon át feltartóztatta Pálffy János gróf osztrák  főseregét, biztosítva a kuruc főerők átkelését. Az 1704-es szomolányi ütközetben zászlóaljat vezet (erről megemlékezik Jókai Mór is Szeretve mind a vérpadig című regényében), majd ez év decemberében részt vesz a nagyszombati csatában. Az 1705-ös szécsényi országgyűlésen Ocskay ezredének őrnagyaként írta alá a konföderáció szövetséglevelét: „Ladislaus Koroskenyi Regiminis Ocskaiani Supremus Vigiliarum Praefectus”.
1707 januárjában először Rétey János lovasezredében alezredes, majd Balogh István ezredéhez kerül, ugyancsak alezredesként. Rétey ezredes egy 1707-es levelében vitéz tisztnek írja le, de megemlíti indulatos, fékevesztett dührohamra hajlamos természetét is. Állítólag a sok fizikai fenyítés miatt katonái inkább féltek tőle, mint szerették. Egy  Balogh István brigadérossal történt összetűzése (egy vita során kardot rántott parancsnokára) következtében Bercsényi Miklós főgenerális fegyelmi fogságba veti, ahonnan 1708 augusztusa környékén szabadul Bottyán János generális és Rákóczi fejedelem külön kérésére, mivel Balogh István brigadéros mellé megbízható tisztre volt szükség, mert Balogh hűségében – mint később kiderült, indokolatlanul – nem bíztak.
1709-től Orosz Pál generális lovasezredének parancsnoka. 1710 májusában élelmiszerszállítmányt juttat be Szepesvárba. Ez év júniusában Szepesolaszi környékén felderítő hadműveletet hajt végre, miközben a Lublóra menekült nemes családok lovait saját hasznára elhajtatta. 1710 júliusában a rossz katonai helyzet és a pestisjárvány miatt ezredében zavargások törnek ki és katonái dezertálnak a Hernád folyó környékén. Bercsényi Rákóczi fejedelemhez írt levelében jelenti, hogy Kereskényi László és Nikházy György ezredesek maguk is bujdosnak és szétszéledt katonáikat próbálják összegyűjteni. Ez az utolsó adat róla a szabadságharc idejéről.

## A szabadságharc után
A szabadságharc leverése után hazatért Liptó vármegyei birtokaira, és Nemeslubellán telepedett le. Apja 1709-ben meghalt és tekintélyes vagyont, birtokokat örököl Liptó, Turóc és Nyitra vármegyében és a liptó vármegyei antimon bányákat, valamint felesége hozománya révén Pozsony vármegyében is birtokos lesz. Állandó jelleggel Nemeslubellán élt és folyamatosan Liptó vármegye egyik legtekintélyesebb táblabírája volt. 1715-től Liptó vármegye főügyésze. 1719-ben Turóc vármegyében fekvő örökölt birtokait új királyi adománnyal erősítteti meg. Ebben az évben testvérével megosztozik a liptó megyei birtokokon. Az 1720-as évektől a kamara kezében lévő likavkai uradalom prefektusa. 1723. december 31-én benedekfalvi Luby János árváinak gyámjául jelöli. 1726-ban rokonával, Kereskényi Sándorral pereskedésbe kezdett Nyitra vármegyei birtokai miatt, amely 1727-ben egyezséggel zárult.